# 奥氮平
奥氮平（英語：Olanzapine）是一种非典型抗精神分裂症药物，主要用于治疗精神分裂症以及雙極性情感疾患。奥氮平是在前一代治疗药物氯氮平的基础上研制的，1996年获得美国联邦食品和药品管理局（FDA）的批准证实上市销售，礼来制药公司对奥氮平持有专利权至2011年。中国大陆销售的奥氮平制剂包括：国产的欧兰宁、悉敏和进口的再普乐（英語：Zyperxa）；在台灣的商品名為金平膜衣錠（Zypine）、津普速、金菩薩/金普薩（Zyprexa zydis）口溶錠。
奧氮平在結構上類似於氯氮平和喹硫平。被歸類為噻吩苯二氮類，它是一種多巴胺拮抗劑。儘管與傳統苯二氮類抗焦慮藥具有密切的結構關係，但它對GABAA離子型受體沒有親和力，其抗焦慮作用是通過其對多巴胺和血清素受體的作用而介導的。奧氮平於1982年首次由英國禮來製成，2011年這種藥物變得普遍。2008年奧氮平在美國的銷售額為22億美元而全球的銷售額為47億美元。

## 发展历史
奥氮平是在氯氮平的基础上经结构改造研发的，氯氮平是人类最早发现的能够治疗精神分裂症同时又较少产生锥体外系反应的药物，从而转变了医疗界以往认为抗精神分裂症作用与锥体外系反应不可分离的观点。
经过结构改造之后，奥氮平成功地克服了氯氮平粒细胞减少的不良反应，并且明显加强了对精神分裂症阴性症状的治疗作用，1996年奥氮平获准在美国上市。

## 作用机理

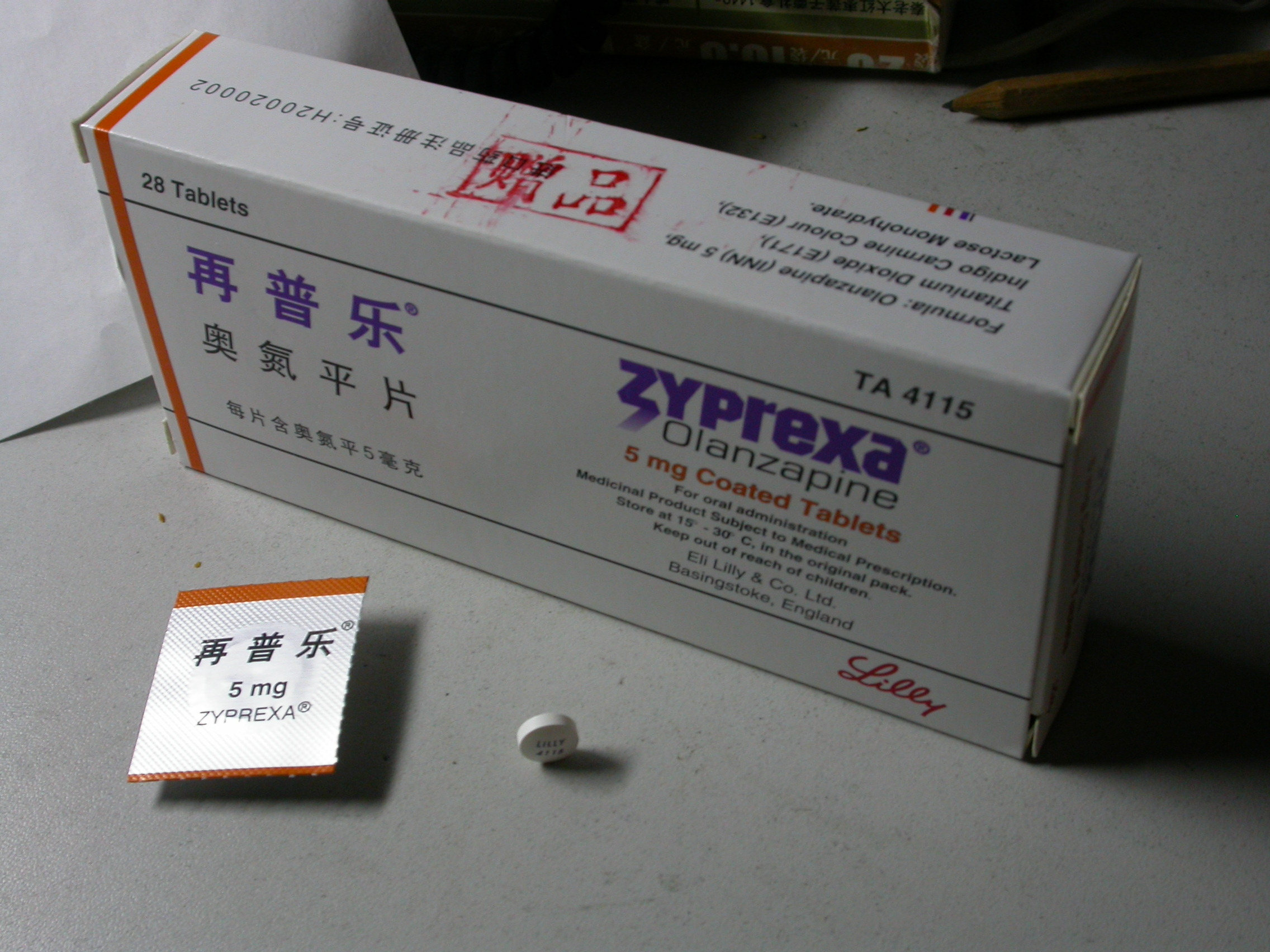
再普乐®奥氮平片外观

作为一种非经典抗精神分裂药物，奥氮平的作用与传统的抗精神分裂药物在作用机理上有显著的差异。后者如奋乃静主要作用于脑内多巴胺(DA)受体，通过抑制亢进的中枢多巴胺能神经系统作用来达到缓解精神分裂症阳性症状的作用。而奥氮平等非经典抗精神分裂药物不仅仅抑制多巴胺受体，同时还会与5-羟色胺(5-HT)受体结合，甚至其与5-HT受体的作用远远超过了与DA受体的作用程度，这一结合特性可以解释奥氮平对阴性症状的治疗作用。
迄今为止，对精神分裂症的病因和发病机理尚没有一个明确的结论，自从1950年代最早的抗精神分裂症药物奋乃静出现后，通过对临床药物应用的研究，人们相信，精神分裂症与脑内多巴胺受体与5-羟色胺受体失衡有着密切的联系，奥氮平的治疗作用正是来自于它对这人脑中两类受体的作用。
体外药理实验显示，奥氮平可以与5-羟色胺受体(5-HT2A、5-HT2B、5-HT2C、5-HT3、5-HT6)；多巴胺受体(D1、D2、D3、D4、D5)；乙酰胆碱毒蕈碱型受体(M1、M2、M3、M4、M5)；肾上腺素受体()；组胺受体(H1)相结合，而且其与5-HT2受体的结合能力最强。
受试者服药后，电生理和正电子发射成像研究显示，奥氮平能够有效降低中脑边缘系统多巴胺能神经元的放电现象，同时在涉及运动功能的纹状体通路，奥氮平则显示出很高的选择性，极少与纹状体多巴胺D2受体结合，从而对纹状体通路的影响非常小，这种选择性使得奥氮平较少发生锥体外系反应。

## 适应症和用法用量
奥氮平主要用于精神分裂症阳性症状和阴性症状的治疗，此外，对于由精神分裂症引起的抑郁、躁狂等情感性障碍有缓解作用；或是对带有精神病状的心境障碍（mood disorder）有治疗作用。对由阿尔茨海默氏症、帕金森氏症伴发的精神障碍有治疗作用，但美国FDA发出警告说：将奥氮平用于治疗老年阿尔茨海默氏症会增加患者中风和死亡的危险；此外奥氮平还可用于抽动秽语综合征的治疗。治疗精神分裂初始药量为5mg。根据症状调整每天5-20mg。药物加量至少隔24小时。
由于奥氮平在体内的代谢非常慢，半衰期长达31－37小时，因而奥氮平的服用频率较低，仅需每日服用一次，较为方便，这对于维持患者服药的意愿有很大帮助。

## 不良反应
奥氮平极其常见的不良反应是导致嗜睡和体重增加，这一反应来自于奥氮平对中枢组织胺受体的抑制作用，其发生机理与扑尔敏等抗过敏药产生瞌睡的机理完全一样。在临床应用中，有些医生将奥氮平引起的嗜睡看做其治疗作用的一部分，因为瞌睡可以有效地抑制患者的幻觉、妄想等精神分裂症状，但一些医生则认为瞌睡的状态不利于患者摆脱患病症状和在康复后融入社会，且有可能在客观上加剧患者的部分阴性症状如冷漠、退缩等。
此外奥氮平较为常见的不良反应还有：一过性的转氨酶升高、头晕、口干、便秘以及锥体外系反应，长期服用的患者还有可能出现迟发性运动障碍。相信转氨酶升高与药物在肝脏的代谢有关；头晕、口干、便秘等反应与奥氮平对胆碱能受体的抑制作用有关；而锥体外系反应则与大脑纹状体通路多巴胺受体受到抑制有关。对于发生迟发性运动障碍或严重锥体外系反应的患者，需要降低奥氮平服用剂量，同时使用苯海索等抗帕金森药物缓解症状。
对奥氮平不良反应的报告还有：光敏反应、肝炎、粒细胞减少、阴茎异常勃起、神经阻滞剂恶性综合征、男性乳房发育、逆向射精等。
FDA要求所有非典型抗精神病药加入关于会导致高血糖和糖尿病的警告。

## 药代动力学参数
奥氮平口服吸收较缓慢，口服后5－8小时血药浓度达峰。药物在体内主要经肝脏代谢，其代谢产物无法透过血脑屏障。催化奥氮平代谢的是细胞色素酶P450-CYP1A2以及P450-CYP2D6，一些抑制这些酶活性的药物如氟伏沙明会减缓奥氮平的代谢，而诱导体内这些酶表达的药物如卡马西平等则会加速奥氮平的代谢。
在成年健康男性受试者中奥氮平的半衰期为33.8小时，在老年人、女性、吸烟者、肝功能损害者中奥氮平的半衰期显著延长；而肾功能不全者不会影响奥氮平的药代动力学，在不同的人种之间也没有药代动力学的差异。

## 外部連結
- Zyprexa.com - official Zyprexa brand website from Eli Lilly and Company
- Zyprexa package insert（页面存档备份，存于）
- Berenson A. . The New York Times. December 17, 2006  [2020-05-02]. （原始内容存档于2017-10-29）.